# Politecnico di Rzeszów
Il Politecnico di Rzeszów (Politechnika Rzeszowska im. Ignacy Łukasiewicz) è un'università tecnica statale polacca fondata nel 1963 a Rzeszów come Facoltà di Ingegneria Superiore; dal 1974 è stata intitolata a Ignacy Łukasiewicz e dal 2016 ha lo status di università tecnica.